# سنان يايلا
سنان يايلا هو قائد الجيش الثاني في تركيا. عُيّن من قِبل الرئيس رجب طيب أردوغان لقيادةِ عملية درع الربيع ضد النظام السوري في محافظة إدلب مع بداية آذار/مارس من عام 2020.

## المسيرة العسكرية
رُقي سنان يايلا في الثلاثين من آب/أغسطس 2014 لرتبة لواء ليُصبح قائد لواء المشاة الآي في الجيش التركي رقم 55؛ قبل أن يُعيّن في الخامس من آب/أغسطس 2016 قائد لوجستيات في القوات البرية ومن ثم عُيِّن قائدًا للفيلق السابع في وسط ديار بكربقرار في جيشِ القيادة.
عُيّن سنان يايلا قائدًا للجيش الثاني وذلك في الثالث من آب/أغسطس 2018؛ فأوكلت له مهمّة قيادة عملية غصن الزيتون ضد وحدات حماية الشعب في كانون الثاني/يناير 2018؛ قبل أن يُعين قائدًا لعملية درع الربيع التي بدأتها تركيا ضد النظام السوري في محافظة إدلب في الأول من آذار/مارس 2020 بعدما كانت قد منحته مهلة الشهر للتراجعِ لحدود اتفاق سوتشي.